# Бернгард Келлерман
Бернгард Келлерман (нім. Bernhard Kellermann; нар. 4 березня 1879, Фюрт — пом. 17 жовтня 1951, Кляйн Глініке) — німецький письменник і поет.

## Життєпис
Келлерман народився 4 березня 1879 року у Фюрті в родині чиновника. У 1899 році вступив до Мюнхенського технічного університету, однак пізніше захопився германістикою та живописом.
З 1904 року став професійним письменником, підбадьорений успіхами своїх перших романів «Йестер і Лі», «Інгеборґ», «Море». Написані значною мірою під впливом скандинавської літератури, особливо К. Гамсуна, вони ставлять проблему взаємин людини і цивілізації, людини і природи. У ці роки Келлерман подовгу мешкав у Швейцарії, Парижі, на бретонському острові Вессан. У 1907—1908 pоках здійснив подорож у Японію, Росію, США. До цього ж періоду належать його перші праці в жанрі подорожнього нарису: «Прогулянка по Японії» («Ein Spaziergang in Japan», 1910), «Cacca йо ясса. Японські танці» («Sassa yo Yassa. Japanische Tänze», 1911).
У 1913 році Келлерман видав роман «Тунель» («Der Tunnel»), що здобув письменнику світову славу. Роман був перекладений багатьма мовами світу, екранізований. У самій Німеччині його багато разів перевидавали. У центрі оповіді — історія будівництва підводного тунелю між Америкою та Європою. Ідея цього фантастичного проєкту спадає на думку молодому інженерові Мак Аллану. Для здійснення грандіозного плану потрібні величезні гроші. На сторінках роману з'являються мільярдер Ллойд, фінансист Вульф. До історії тунелю вплітаються історії людських доль, із ним пов'язаних. Келлерман не був письменником-«технократом», за кожною машиною він бачив людину. Прокладання тунелю ведеться шаленими темпами, не береться до уваги ні техніка безпеки, ні життя робітників. Відбувається катастрофа, внаслідок якої гинуть тисячі людей. Оповідь починається як поема, що уславлює прогрес, але поступово прозаїзується. 24 роки знадобилося на будівництво. Сам Мак Аллан перетворився із мрійника, сповненого юнацького запалу, у стомленого, душевно спустошеного дідугана, він не може захоплюватися перемогою, задля якої принесено стільки жертв. Зміни, які з ним відбуваються, відтінюються двома жіночими персонажами. Мод — перша дружина Мака, залюблена в мистецтво, гине, розтерзана разом із донькою розлютованим натовпом робітників. Етель — донька Ллойда, вередлива, корислива, практична, стає другою жінкою Аллана.
Під час Першої світової війни Келлерман служив в армії кореспондентом однієї із центральних газет. Публікації його вирізнялися двоїстим ставленням до війни: героїзація фронтового життя поєднувалася із зображенням страхіть війни. Листопадова революція 1918 року в Німеччині змінила світогляд письменника, зробила його більш радикальним. У романі «9 листопада» («Der 9. November», 1920) він безжально викриває війну, тупість правлячої верхівки, антинародну сутність німецького юнкерства. Образи борців-революціонерів, особливо Карла Аккермана, створені в експресіоністській манері.
Проблемі революції Келлерман присвятив і наступні свої твори, написані в 1920-х: «Мюнстерські вихрести» («Die Wiedertäufer von Münster», 1925), драму, в якій відобразилося розчарування письменника в революції, та роман «Брати Шелленберґи» («Die Brüder Schellenberg», 1925), де зобразив сповнене соціальних контрастів повоєнне життя і втілив свою мрію про всенародний добробут.
В основу роману покладено концепцію економічного подолання класових суперечностей. Головний герой — Міхаель Шелленберґ, учений-хімік, створив товариство «Нова Німеччина», до якого увійшли люди, що втілюють у своїй діяльності творчу працю всієї нації. Роман внутрішньо полемічний стосовно популярної на той час доктрини про розширення територій для економічного відродження Німеччини.
У період з 1933 року (часу нацистського перевороту) і до 1945 року Келлерман перебував на позиціях т. зв. «внутрішньої еміграції», чинячи пасивний спротив гітлерівському режиму. Його неодноразово намагалися притягнути до співробітництва, шантажували, у відповідь на відмову спалили роман «9 листопада», не дозволяли екранізацію творів. Незважаючи на це, Келлерман продовжував працювати. 1932 року він написав роман «Місто Анатоль» («Die Stadt Anatol»), у якому подав узагальнений образ міста, охопленого підприємницькою лихоманкою, що призводить людей до цілковитої втрати моральних принципів.
У романі «Пісня дружби» («Lied der Freundschaft», 1935) він знову звернувся до теорії «життєвого простору» з метою її розвінчання. У центрі оповіді — хутір Борн та його мешканці. Головний герой — Герман Фасбіндер разом зі своїми фронтовими друзями відроджує його до нового життя. Тут знову з'являється думка про творчу працю як основу буття.
У 1938 pоці Келлерман видав роман «Блакитна стрічка» («Das blau Band»), часом дії якого є дофашистське минуле. «Реальне підґрунтя» твору становлять обставини загибелі англійського пароплава «Титанік» у квітні 1912 р. при зіткненні в Атлантиці з айсбергом. Автор знову повертається до проблеми технічного прогресу. Прекрасне восьмиповерхове океанське судно «Космос», обладнане за останнім словом техніки, проголошене непотоплюваним. І чим захопленіше описує Келлерман витвір розумних і талановитих кораблебудівників, тим страшніша загибель «Космосу» у водах океану, спричинена не лише тим, що, як і в історії з «Титаніком», власники пароплавної компанії женуться за т. зв. «блакитною стрічкою океану» — міжнародною емблемою швидкохідності. Пароплав-гігант наче перетворюється в головного героя роману, доля якого трагічна: його створює людський геній і руки працелюбних будівельників, а женуть на смерть ті, хто править світом. Основу сюжету книги становить історія першого й останнього рейсу «Космосу». Ця історія має чимало відгалужень — у них автор оповідає про різноманітні людські долі. «Населення» корабля — це своєрідний зріз тогочасного суспільства. Екскурси в минуле героїв, що поглиблюють їхні характеристики, розширюють часові рамки оповіді, виводять її далеко за межі триденного рейсу. Після виходу роману у світ преса замовчувала його, як і «Пісню дружби». Коли Келлерман уже під час Другої світової війни написав кіносценарій «Блакитної стрічки», то його заборонили, хоча на цей час вже були екранізовані романи «Море», «Тунель», «Брати Шеленберґи», «Місто Анатоль».
Після війни Келлерман брав дійову участь у культурно-політичному житті своєї країни. Він став віце-президентом «Культурбунду», одним із зачинателів відродження Академії мистецтв, членом Німецького комітету боротьби за мир.
У 1948 році вийшов останній значний роман Келлермана «Танець смерті» («Totentanz»). У Келлермана «танець смерті» — це божевільний танок на краю прірви, у якому кружляла Німеччина протягом 12 років і 3 місяці. Головна дія роману відбувається в якомусь старовинному місті з розгалуженою промисловістю. Місто золотих веж — така його поетична назва, але справжнє ім'я міста ніде не зустрічається. Воно в мініатюрі репрезентує всю Німеччину. У книзі яскраво описані будні фашистського рейху, атмосфера страху, вистежування, доносів, арештів, концтаборів, єврейських погромів. Письменник показує, що фашизм не був випадковим явищем.
Після війни Келлерман вельми інтенсивно займався публіцистичною діяльністю. Провідною темою публіцистики цих років став захист миру. У тісному зв'язку з нею ставилося питання про історичну долю Німеччини. Його хвилювали проблеми морального відродження німецького народу («Десять заповідей демократії» — «Zehn Gebote der Demokratie»), боротьби за мир і возз'єднання Німеччини («Відозва до західнонімецьких письменників» — «Anruf an die Schriftsteller im Westen»), літератури та мистецтва («Роман чи драма» — «Roman oder Drama»).
В українській періодиці воєнні нариси Келлермана та розвідки про нього з'явилися в 1914—1915 pоках. Окремі твори Келлермана переклали Д. Сімовичева, В. Супранівський, І. Калинович, М. Рильський, Ж. Бургарт, В. Горовська, М. Туркало, С. Карабай, Н. Фірсель, О. Логвиненко та інші; роман «Тунель» видавався українською мовою п'ять разів (1923, 1927, 1929, 1932, 1986) у різних перекладах. Про творчість Келлермана писали Т. Якимович, Є. Адельгейм, О. Білецький, О. Лейтес, Н. Матузова, В. Проскурницький та інші.
Помер Келлерман 17 жовтня 1951 року в Кляйн Глініке біля Потсдаму. Похований на Новому цвинтарі в Потсдамі.

## Вибрані твори

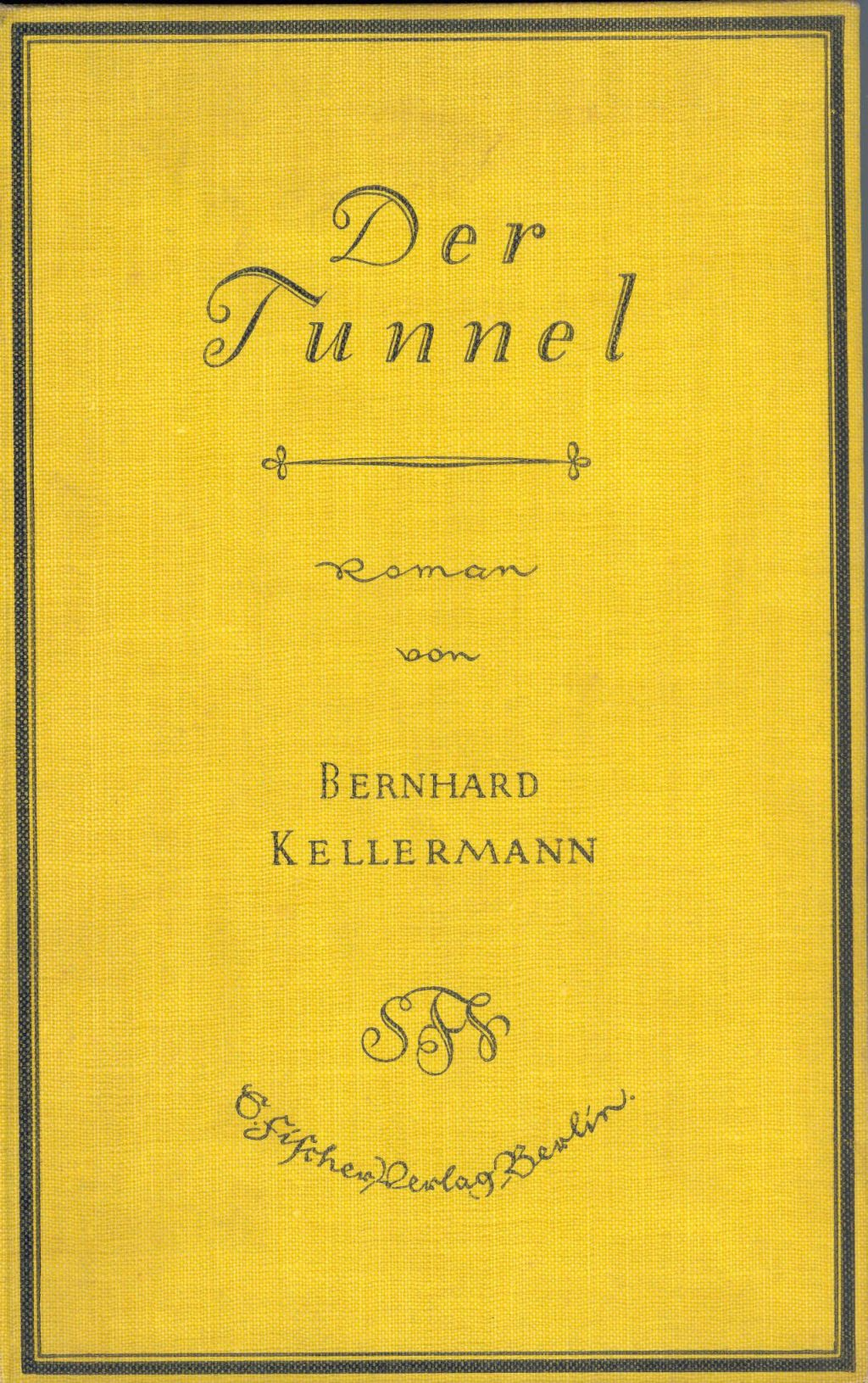
Найвідоміший роман Келлермана «Тунель» перекладено 25 мовами, зокрема й українською

- 1904 — Єстер та Лі (нім. Yester und Li)
- 1906 — Інгеборг (нім. Ingeborg)
- 1909 — Ідіот (нім. Der Tor)
- 1910 — Море (нім. Das Meer)
- 1913 — Тунель (нім. Der Tunnel)
- 1920 — 9 листопада (нім. Der 9. November)
- 1925 — Брати Шелленберг (нім. Die Brüder Schellenberg)
- 1948 — Танець смерті (нім. Totentanz)

Список далеко не повний. Усього видано понад 25 творів Келлермана. До фантастики мають відношення 2 романи — «Тунель» та «Місто Анатоль».

## Видання українською мовою
- Брати Шелленберґи / пер. з нім. Жозефіна Бургардт. Київ: Рух, 1931. ? с.
- Танець смерті: Роман / Перекл. з нім. К. Гловацька; Передм. А. Баканова; Іл. худ. В. І. Бариба. Київ, видавництво художньої літератури «Дніпро», 1990 р. (Серія «Зарубіжна проза ХХ століття»)
- Тунель: фантаст. роман / пер. з нім. О. Логвиненко / Б. Келлерман. Київ: Молодь, 1986. 271 с.